# Othmar Mága
Othmar Mága (Brno, 30 giugno 1929 – Kiel, 28 gennaio 2020) è stato un direttore d'orchestra tedesco.

## Biografia
Nato da padre tedesco e madre ungherese, studiò violino, direzione e composizione a Stoccarda, nonché musicologia e letteratura tedesca all'Università di Tubinga. Si perfezionò in direzione d'orchestra con Paul van Kempen, Ferdinand Leitner (opera) e Sergiu Celibidache.
Mága era direttore stabile a Gottinga e Norimberga, Odense e dell'Orchestra dei Pomeriggi musicali di Milano. Per dodici anni ocò il posto di Generalmusikdirektor dell'Orchestra sinfonica a Bochum. Dal 1992 fino al 1996 fu direttore stabile dell'Orchestra Sinfonica KBS a Seul. Dal 2002 fino al 2003 Mága fu GMD dei Niederrheinischen Sinfoniker alle Vereinigten Städtischen Bühnen di Krefeld-Mönchengladbach.
Mága fu direttore ospite di molte importanti orchestre di tutto il mondo ed effettuò numerosi registrazioni discografiche, per la radio e la televisione.
Dopo cinquant'anni di attività come direttore, il repertorio di Othmar Mága conteneva più di 2.000 brani sinfonici, musica dal Rinascimento fino all'avanguardia e numerose opere liriche.

## Discografia
- Bach J.S. Cembalokonzert d-moll - Nürnberger Symphoniker (Polyband)

- Bach J.S. Ouverture (Suite) Nr.2 - Nürnberger Symphoniker (Polyband)

- Beethoven Die Ruinen von Athen - KBS-Seoul (Cheil-Orange)

- Beethoven Triplekonzert - Nürnberger Sinfoniker (Polyband)

- Beethoven Violinkonzert - Nürnberger Symphoniker (Polyband)

- Berg Symph. Stücke aus "Lulu" - Nürnberger Symphoniker (Colosseum)

- Bizet "Jeux d´Enfants" - Nürnberger Symphoniker (Polyband)

- Bizet Symphonie C-dur - Nürnberger Symphoniker (Polyband)

- Borodin 2. Symphonie - Philharmonia Hungarica (VOX)

- Borodin Steppenskizze aus Mittelasien - Philharmonia Hungarica (VOX)

- Chabrier España - KBS Symphony Orchestra Seoul (Cheil-Orange)

- Debussy L'aprés midi d´un faune - Bochumer Symphoniker (Stadt Bochum)

- Dvorak Cellokonzert h-moll, op.104 - Nürnberger Symphoniker (Intercord "Saphir")

- Dvorak Ouverture "Othello" - KBS-Seoul (Samsung-Classics)

- Flosman Hornkonzert - RSO Frankfurt (HR) (Audite)

- Genzmer Orgelkonzert - Bochumer Symphoniker (VOX)

- Glasunow Ballettszenen, op.52 - Bochumer Symphoniker (Impromptu)

- Glasunow Die Jahreszeiten, op.67 - Nürnberger Symphoniker (Colosseum)

- Glasunow Raymonda, op.57 - Bochumer Symphoniker (Impromptu)

- Glinka Tänze aus "Ein Leben f.d. Zaren" - Bochumer Symphoniker (Impromptu)

- Händel Feuerwerksmusik - Nürnberger Symphoniker (Colosseum und BASF)

- Henselt Klavierkonzert f-moll - Philharmonia Hungarica (VOX)

- Henze 1.Suite aus "Undine" - Nürnberger Symphoniker (Polyband)

- Hindemith Kammermusik Nr.1 - Philharmonia Hungarica (FFE)

- Hindemith Kammermusik Nr.7 - Bochumer Symphoniker (Da Camera Magna)

- Hindemith Konzertmusik, op.50 - Philharmonia Hungarica (FFE)

- Hindemith Ouv."Neues vom Tage" - RSO Köln (WDR) (FFE)

- Hoffmeister Kontrabaßkonzert - RSO Frankfurt (HR) (FSM)

- Kozeluch Kontrabaßkonzert - RSO Frankfurt (HR) (FSM)

- Kuhlau Klavierkonzert - Odense Symfoniorkest (Unicorn)

- Kuhlau Konzert für 2 Hörner - Odense Symfoniorkest (Unicorn)

- Kuhlau Ouverture "Elverhöj" - Odense Symfoniorkest (Unicorn)

- Liadow Kikimora, op.63 - Bochumer Symphoniker (Impromptu)

- Loevendie De Nachtigal - Residentie Orkest den Haag (Colofon)

- Mahler Adagio 10. Symphonie - Nürnberger Symphoniker (FFE)

- Malipiero 6. Klavierkonzert - Nürnberger Symphoniker (FFE)

- Mendelssohn Antigone, op.55 - RSO Frankfurt (HR) (Audite)

- Mendelssohn Fingal´s Höhle - KBS Symphony Orchestra Seoul (Cheil-Orange)

- Mendelssohn Musik zu Sommernachtstraum - KBS Symphony Orchestra Seoul (Samsung-Classics)

- Moscheles Klavierkonzert g-moll - Philh.Hungarica (VOX)

- Mozart Klavierkonzerte 6 und 8 - Philh.Hungarica (VOX)

- Mozart Konzert für 2 Klaviere - Nürnberger Symphoniker (Colosseum)

- Nielsen Flötenkonzert - Philharmonia Hungarica (VOX)

- Nielsen Klarinettenkonzert - Philharmonia Hungarica (VOX)

- Pauer Hornkonzert - RSO Frankfurt (HR) (Audite)

- Poulenc Babar der Elefant - Residentie Orkest den Haag (Colofon)

- Poulenc Konzert für 2 Klaviere - Nürnberger Symphoniker (Colosseum)

- Prokofieff Peter en de Wolf - Residentie Orkest den Haag (Colofon)

- Rimsky-Korsakoff Ouverture "Russische Themen" - Bochumer Symphoniker (VOX)

- Rimsky-Korsakoff Sadko, op.5 - Bochumer Symphoniker (Impromptu)

- Rimsky-Korsakoff Skazka, op.29 - Bochumer Symphoniker (VOX)

- Rimsky-Korsakoff Suite Nr.2 - Bochumer Symphoniker (VOX)

- Rubinstein 4. Klavierkonzert - Philharmonia Hungarica (VOX)

- Saint-Saens Die Muse und der Poet - KBS Symphony Orchestra Seoul (Cheil-Orange)

- Saint-Saens Karneval der Tiere - Nürnberger Symphoniker (Intercord)

- Schumann 3. Symphonie - Bochumer Symphoniker (Stadt Bochum)

- Sibelius Finlandia - KBS Symphony Orchestra Seoul (Cheil-Orange)

- Smetana Die Moldau - KBS Symphony Orchestra Seoul (Cheil-Orange)

- Strawinsky Dumbarton Oaks - Philharmonia Hungarica (FFE)

- Tschaikowsky Der Sturm, op.76 - Bochumer Symphoniker (VOX)

- Tschaikowsky Der Sturm, Phantasie op.18 - Bochumer Symphoniker (VOX)

- Tschaikowsky Der Woywode, op.78 - Bochumer Symphoniker (VOX)

- Tschaikowsky Fatum, op.77 - Bochumer Symphoniker (VOX)

- Tschaikowsky Ouverture "Romeo und Julia" - KBS Symphony Orchestra Seoul (Samsung-Classics)

- Tscherepnin A. Suite "Der Abgrund", op.87 - Nürnberger Symphoniker (Colosseum)

- Tscherepnin N. Tänze "Le Pavillon d´Armide" - Nürnberger Symphoniker (Impromptu)

- Válek Violinkonzert - FOK Prag (Supraphon)

- Viotti Violinkonzert - Nürnberger Symphoniker (FEE und Bellaphon)

- Vogel Passacaglia - Nürnberger Symphoniker (FEE)

- Wagemans Romance f. Violine u. Orchester - Residentie Orkest den Haag (Donemus)

- Weber 1. Symphonie - Nürnberger Symphoniker (Colosseum)

- Weber 2. Symphonie - Nürnberger Symphoniker (Colosseum)

- Webern 5 Stücke op.10 - Nürnberger Symphoniker (FFE)

- Webern 6 Stücke op.6 - Nürnberger Symphoniker (FFE)

- Webern Sinfonie op.21 - Nürnberger Symphoniker (FFE)